# Менье де Монфор
Менье де Монфор (фр. Mainier de Montfort; ум. ранее 1091)  — сеньор д’Эпернон, сын Амори I де Монфора и Бертрады де Гомец.

## Биография
Впервые в источниках Менье упоминается в уставе основанного его отцом, Амори I де Монфором, монастыря Сен-Тома-д’Эпернон, утверждённый между 11 апреля 1052 года и июлем 1053 года. 
После смерти Амори I его владения были разделены между сыновьями: Симон I, основавший старшую ветвь рода, получил Монфор-л’Амори, а Менье — Эпернон.
Имя Менье присутствует на хартии, датированной 29 мая 1067 года, в которой король Франции Филипп I подтвердил имущество монастыря Сен-Мартен-де-Шамп в Париже. Также Менье вместе с женой Элизабет и сыновьями Амори и Гильомом заверил заверил недатированную хартию, по которой монахам аббатства Сень-Пьер в Шартре был предоставлен свободный проход в Сен-Пиа.
Последний раз Менье упоминается в хартии, датированной ранее 1091 года. Наследовал ему старший сын Амори.

## Брак и дети
Жена: Элизабет. Дети:
- Амори де Монфор (ум. после 1133), сеньор д’Эпернон;
- Гильом де Монфор